# غلاملو
غلاملو هي قرية في مقاطعة شبستر، إيران. يقدر عدد سكانها بـ 490 نسمة بحسب إحصاء 2016.